# Andre Miller
Pour les articles homonymes, voir Miller.
Andre Lloyd Miller, né le 19 mars 1976, est un joueur américain de basket-ball. Il joue au poste de meneur et a évolué en NBA entre 1999 et 2016.

## Carrière

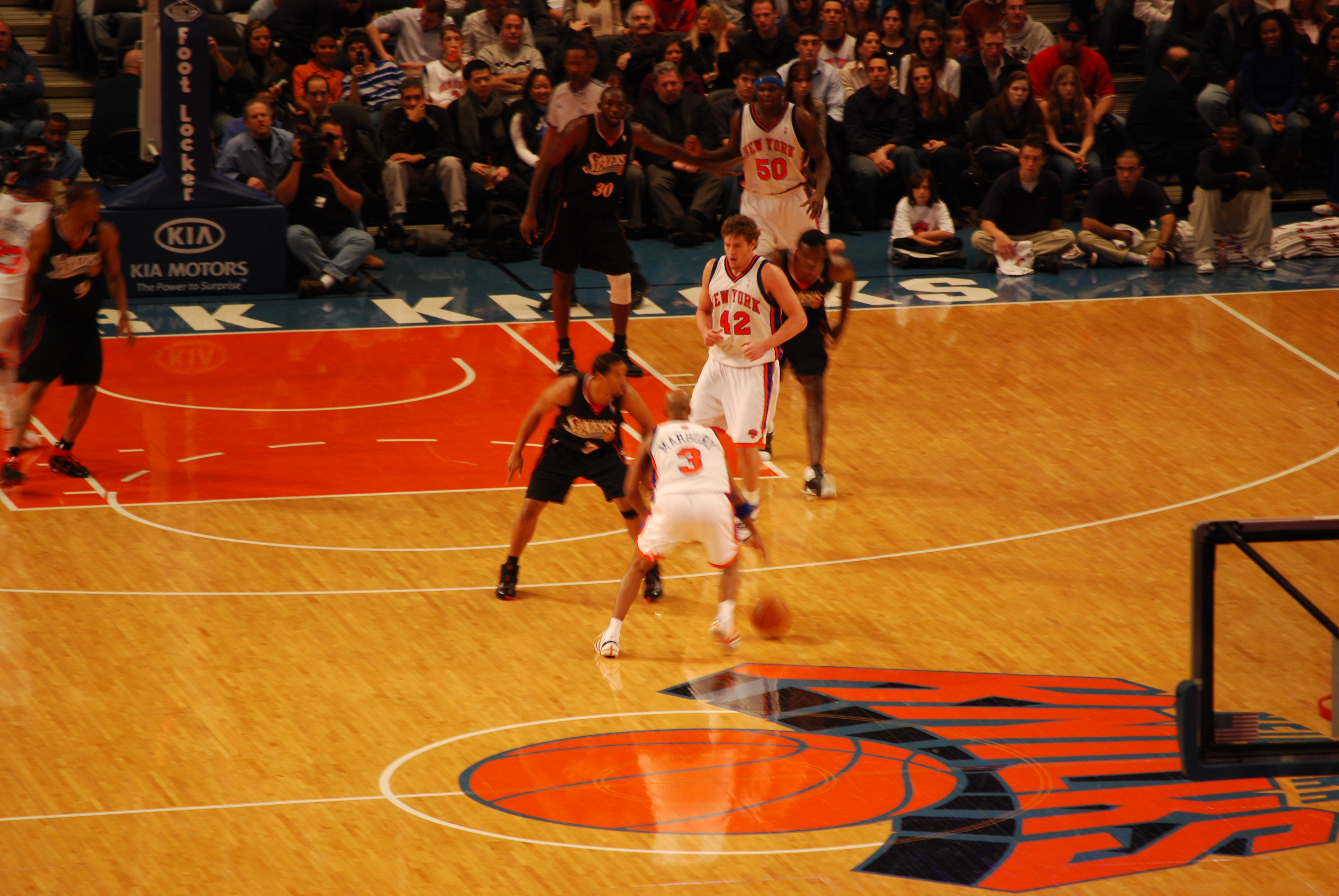
André Miller, défendant en tête de raquette face à Stephon Marbury

Andre Miller effectue sa carrière universitaire avec l'équipe des Utah Utes de l'université de l'Utah avant d'être drafté par les Cavaliers de Cleveland en 1999, à l'âge de 23 ans.
Après trois années où il tourne à 13 points et 8 passes de moyenne, il est recruté par les Clippers de Los Angeles, où il ne passe qu'une seule année. Il y joue 36 minutes par match en moyenne avec 6 passes et 13,6 points de moyenne.
Puis il est recruté par les Nuggets de Denver, où il joue quatre années.
Le 19 décembre 2006, il est transféré aux Sixers de Philadelphie en échange d'Allen Iverson.
Il tourne à 13,6 points, 4,4 rebonds et 7,3 passes par match en 2006-2007 avec les Sixers de Philadelphie.
Au cours des deux saisons suivantes, il marque plus (17 puis 16,3 points) mais passe moins (6,9 puis 6,5 passes). Il est, en effet au cours de ces années chez les Sixers, la deuxième option offensive derrière Andre Iguodala.
Le 24 juillet 2009, Andre Miller signe un contrat de trois ans avec les Trail Blazers de Portland.
Le 30 janvier 2010 il réalise son record de points en carrière avec 52 points sur le parquet de Dallas et offre la victoire à son équipe.
Il est échangé contre Raymond Felton pendant l'été 2011, et joue désormais aux Nuggets de Denver. Lors de la saison 2011-2012 il devient le dixième meilleur passeur de l'histoire de la NBA.
Le 20 février, il est transféré aux Wizards de Washington lors d'un échange avec les Nuggets et les Sixers.
Après l'arrivée de George Karl, Andre Miller est transféré aux Kings de Sacramento en 2015 afin de jouer le titre NBA lors de la saison 2015/2016. Mais, le 29 juillet 2015, il signe aux Timberwolves du Minnesota pour un an.
En février 2016, les Spurs de San Antonio coupent le contrat de Ray McCallum, afin de l'engager comme 3e meneur, derrière Tony Parker et Patty Mills. Il connait une première titularisation réussie dans le cinq départ des Texans contre son ancienne équipe des Wolves avec 13 points et 5 passes décisives en 25 minutes et une victoire.

## Clubs
- 1999-2002 :  Cavaliers de Cleveland.
- 2002-2003 :  Clippers de Los Angeles.
- 2003-2006 :  Nuggets de Denver.
- 2006-2009 :  Sixers de Philadelphie.
- 2009-2011 :  Trail Blazers de Portland.
- 2011-Fév.2014 :  Nuggets de Denver.
- Fév.2014-Avril 2015 :  Wizards de Washington.
- Avril 2015 :  Kings de Sacramento.
- 2015-2016 :  Timberwolves du Minnesota.
- 2016 :  Spurs de San Antonio.

## Statistiques en NBA (au 21/02/2014)
- Points : 13,6 de moyenne.
- Rebonds : 3,9 de moyenne.
- Passes : 7,0 de moyenne.
- Interceptions : 1,3 de moyenne.
- Contres : 0,2 de moyenne.
- Fautes : 2 690 dans sa carrière.
- Balles perdues : 2 952 dans sa carrière.

## Records NBA
Les records personnels d'Andre Miller, officiellement recensés par la NBA sont les suivants :
| Type de statistique        | Saison régulière | Saison régulière                              | Saison régulière                | Playoffs | Playoffs                                     | Playoffs                    |
| Type de statistique        | Record           | Adversaire                                    | Date                            | Record   | Adversaire                                   | Date                        |
| -------------------------- | ---------------- | --------------------------------------------- | ------------------------------- | -------- | -------------------------------------------- | --------------------------- |
| Points                     | 52               | @ Mavericks de Dallas                         | 30 janvier 2010                 | 31       | @ Spurs de San Antonio @Suns de Phoenix      | 24 avril 2005 18 avril 2010 |
| Paniers marqués            | 22               | @ Mavericks de Dallas                         | 30 janvier 2010                 | 12       | @ Magic d'Orlando                            | 22 avril 2009               |
| Paniers tentés             | 31               | @ Mavericks de Dallas                         | 30 janvier 2010                 | 24       | @ Spurs de San Antonio                       | 24 avril 2005               |
| Paniers à 3 points réussis | 3                | Hornets de Charlotte @ Sixers de Philadelphie | 5 décembre 2000 18 janvier 2012 | 2        | 5 fois                                       |                             |
| Paniers à 3 points tentés  | 6                | @ Suns de Phoenix                             | 21 mars 2010                    | 4        | @ Magic d'Orlando @ Warriors de Golden State | 28 avril 2009 2 mai 2013    |
| Lancers francs réussis     | 16               | Jazz de l'Utah                                | 18 février 2002                 | 10       | Magic d'Orlando @ Suns de Phoenix            | 30 avril 2009 18 avril 2010 |
| Lancers francs tentés      | 17               | Jazz de l'Utah                                | 18 février 2002                 | 12       | Magic d'Orlando                              | 30 avril 2009               |
| Rebonds offensifs          | 6                | 3 fois                                        |                                 | 6        | @ Lakers de Los Angeles                      | 12 mai 2012                 |
| Rebonds défensifs          | 10               | @ SuperSonics de Seattle                      | 10 janvier 2003                 | 7        | Magic d'Orlando                              | 24 avril 2009               |
| Rebonds totaux             | 12               | Cavaliers de Cleveland                        | 26 janvier 2007                 | 11       | @ Lakers de Los Angeles                      | 12 mai 2012                 |
| Passes décisives           | 22               | Sixers de Philadelphie                        | 15 décembre 2001                | 9        | 3 fois                                       |                             |
| Interceptions              | 9                | Sixers de Philadelphie                        | 15 décembre 2001                | 4        | 3 fois                                       |                             |
| Contres                    | 3                | 3 fois                                        |                                 | 1        | 5 fois                                       |                             |
| Balles perdues             | 10               | @ Warriors de Golden State                    | 17 janvier 2005                 | 7        | Clippers de Los Angeles                      | 29 avril 2006               |
| Minutes jouées             | 53               | @ Bucks de Milwaukee                          | 8 mars 2002                     | 46       | Magic d'Orlando                              | 24 avril 2009               |

- Double-double : 206 (au terme de la saison 2014/2015)
- Triple-double : 9

## Pour approfondir
- Liste des joueurs les plus assidus en NBA en carrière.
- Liste des meilleurs marqueurs en NBA en carrière.
- Liste des meilleurs passeurs en NBA par saison.
- Liste des meilleurs passeurs en NBA en carrière.
- Liste des meilleurs intercepteurs en NBA en carrière.
- Liste des joueurs NBA ayant perdu le plus de ballons en carrière.
- Liste des joueurs de NBA avec 9 interceptions et plus sur un match.
- Liste des joueurs en NBA ayant joué plus de 1000 matchs en carrière.